# Saně na zimních olympijských hrách
Saně se poprvé na Zimních olympijských hrách představily v roce 1964. Od počátku se soutěžilo ve třech disciplínách, a to v jednotlivcích, jednotlivkyních a dvojicích.

## Přehled soutěží
• – oficiální soutěž.
| Soutěž                    | Soutěž                    | 24 | 28 | 32 | 36 | 48 | 52 | 56 | 60 | 64 | 68 | 72 | 76 | 80 | 84 | 88 | 92 | 94 | 98 | 02 | 06 | 10 | 14 | 18 | 22 | Celkem |
| ------------------------- | ------------------------- | -- | -- | -- | -- | -- | -- | -- | -- | -- | -- | -- | -- | -- | -- | -- | -- | -- | -- | -- | -- | -- | -- | -- | -- | ------ |
| muži                      | jednotlivci               |    |    |    |    |    |    |    |    | •  | •  | •  | •  | •  | •  | •  | •  | •  | •  | •  | •  | •  | •  | •  | •  | 16     |
| muži                      | dvojice                   |    |    |    |    |    |    |    |    | •  | •  | •  | •  | •  | •  | •  | •  | •  | •  | •  | •  | •  | •  | •  | •  | 16     |
| ženy                      | jednotlivkyně             |    |    |    |    |    |    |    |    | •  | •  | •  | •  | •  | •  | •  | •  | •  | •  | •  | •  | •  | •  | •  | •  | 16     |
| smíšené                   | družstva                  |    |    |    |    |    |    |    |    |    |    |    |    |    |    |    |    |    |    |    |    |    | •  | •  | •  | 6      |
|                           |                           |    |    |    |    |    |    |    |    |    |    |    |    |    |    |    |    |    |    |    |    |    |    |    |    |        |
| Počet oficiálních soutěží | Počet oficiálních soutěží |    |    |    |    |    |    |    |    | 3  | 3  | 3  | 3  | 3  | 3  | 3  | 3  | 3  | 3  | 3  | 3  | 3  | 4  | 4  | 4  | 51     |

## Medailové pořadí zemí
Aktualizace po Zimních olympijských hrách 2018.
| Pořadí           | Země                                 | Zlato | Stříbro | Bronz | Celkem |
| ---------------- | ------------------------------------ | ----- | ------- | ----- | ------ |
| 1.               | Německo (GER)                        | 18    | 10      | 9     | 37     |
| 2.               | Německá demokratická republika (GDR) | 13    | 8       | 8     | 29     |
| 3.               | Itálie (ITA)                         | 7     | 4       | 6     | 17     |
| 4.               | Rakousko (AUT)                       | 6     | 8       | 8     | 22     |
| 5.               | Tým sjednoceného Německa (EUA)       | 2     | 2       | 1     | 5      |
| 6.               | Západní Německo (FRG)                | 1     | 4       | 5     | 10     |
| 7.               | Sovětský svaz (URS)                  | 1     | 2       | 3     | 6      |
| 8.               | Spojené státy americké (USA)         | 0     | 3       | 3     | 6      |
| 9.               | Rusko (RUS)                          | 0     | 3       | 0     | 3      |
| 10.              | Lotyšsko (LAT)                       | 0     | 1       | 3     | 4      |
| 11.              | Kanada (CAN)                         | 0     | 1       | 1     | 2      |
| Celkem (11 zemí) | Celkem (11 zemí)                     | 48    | 46      | 47    | 141    |

Poznámky
- 2 zlaté medaile a žádné stříbrné byly uděleny na ZOH 1972 v soutěži dvojic mužů.

## Čeští a českoslovenští sáňkaři na olympijských hrách
| OH   | Muži                                                                                              | Ženy                                      | Dvojice |
| ---- | ------------------------------------------------------------------------------------------------- | ----------------------------------------- | --- |
| 1964 | 10. Jan Hamrik 12. Horst Urban 18. Emil Ryli 20. Arnold Gartmann 24. Jiri Hujer 26. Ulrich Jucker | 6. Oldřiška Tylová                        | 8. Jan Hamrik – Jiří Hujer 9. Beat Hasle - Arnold Gartmann 11. Emil Ryli - Hansradi Roth 12. Horst Urban - Roland Urban |
| 1968 | 15. Jan Hamrik 20.František Halíř 24. Horst Urban 27. Roland Urban                                | 6. Dana Beldová                           | 12.Horst Urban - Roland Urban 14.Jan Hamrik - František Halíř                                                           |
| 1976 | 14. Stanislav Ptáčník 18. Jindřich Zeman 23. Vladimír Resl                                        | 10. Dana Spalenská                        | 6. Jindřich Zeman - Vladimír Resl                                                                                       |
| 1980 | 10. Jindřich Zeman                                                                                | 9. Mária Jasenčáková                      | 8. Jindřich Zeman - Vladimír Resl                                                                                       |
| 1984 | 18. Jan Förster 23. Stanislav Ptáčník                                                             | 12. Mária Jasenčáková                     | 14. Jan Förster - Stanislav Ptáčník                                                                                     |
| 1988 | 16. Petr Urban 21. Luboš Jíra                                                                     | --                                        | 13. Petr Urban - Luboš Jíra                                                                                             |
| 1992 | 19. Petr Urban 20. Jan Kohoutek                                                                   | 17. Petra Matechova 20. Mária Jasenčáková | 15. Petr Urban - Jan Kohoutek                                                                                           |
| 2002 | 30. Michal Kvíčala                                                                                | 19. Markéta Jeriová                       | |
| 2006 | 27. Jakub Hyman                                                                                   |                                           | 16. Lukáš Brož - Antonín Brož                                                                                           |
| 2010 | 25. Ondřej Hyman 28. Jakub Hyman                                                                  | --                                        | 18. Luboš Jíra - Matěj Kvíčala                                                                                          |
| 2014 | 25. Ondřej Hyman                                                                                  | 24. Vendula Kotenová                      | 13. Lukáš Brož - Antonín Brož                                                                                           |
| 2018 | 21. Ondřej Hyman                                                                                  | 26. Tereza Nosková                        | 13. Lukáš Brož - Antonín Brož 18. Matěj Kvíčala - Jaromír Kudera                                                        |